# 第73次長期滞在
第73次長期滞在（だい73じちょうきたいざい、Expedition 73）は73回目の国際宇宙ステーションでの長期滞在。このミッションは2025年3月に予定されているソユーズ MS-26の出発で開始されることになっている。JAXAの大西卓哉が3人目のJAXAの宇宙飛行士としてこのミッションの指揮官を務めることになっている。このミッションではISSで行われている広範な科学研究を継続し、生物学、人体生理学、物理学、材料科学など、さまざまな分野に焦点を当てる。クルーは宇宙ステーションのシステムの保守とアップグレードも実施する。

## クルー
| フライト                   | クルー                                      | 第1期                        | 第2期              | 第3期                       | 第4期                           |
| フライト                   | クルー                                      | 2025年4月19日-7月 （進行中） | 2025年7月 （計画） | 2025年7月-11月27日 （計画） | 2025年11月27日-12月8日 （計画） |
| -------------------------- | ------------------------------------------- | ---------------------------- | ------------------ | --------------------------- | ------------------------------- |
| ソユーズ MS-27             | セルゲイ・リジコフ、Roscosmos 3             | フライトエンジニア           | フライトエンジニア | フライトエンジニア          | フライトエンジニア              |
| ソユーズ MS-27             | アレクセイ・ズブリツキイ、Roscosmos 1       | フライトエンジニア           | フライトエンジニア | フライトエンジニア          | フライトエンジニア              |
| ソユーズ MS-27             | ジョニー・キム、NASA 1                      | フライトエンジニア           | フライトエンジニア | フライトエンジニア          | フライトエンジニア              |
| スペースX Crew-10          | アン・マクレイン、NASA 2                    | フライトエンジニア           | フライトエンジニア | 帰還後                      | 帰還後                          |
| スペースX Crew-10          | ニコール・エアーズ、NASA 1                  | フライトエンジニア           | フライトエンジニア | 帰還後                      | 帰還後                          |
| スペースX Crew-10          | 大西卓哉、JAXA 2                            | 指揮官                       | 指揮官             | 帰還後                      | 帰還後                          |
| スペースX Crew-10          | キリル・ペスコフ、Roscosmos 1               | フライトエンジニア           | フライトエンジニア | 帰還後                      | 帰還後                          |
| スペースX Crew-11 （計画） | ジーナ・カードマン、NASA 1                  | 搭乗前                       | フライトエンジニア | フライトエンジニア          | フライトエンジニア              |
| スペースX Crew-11 （計画） | マイケル・フィンク、NASA 4                  | 搭乗前                       | フライトエンジニア | フライトエンジニア          | フライトエンジニア              |
| スペースX Crew-11 （計画） | 油井亀美也JAXA 2                            | 搭乗前                       | フライトエンジニア | フライトエンジニア          | フライトエンジニア              |
| スペースX Crew-11 （計画） | オレグ・プラトノフ、Roscosmos 1             | 搭乗前                       | フライトエンジニア | フライトエンジニア          | フライトエンジニア              |
| ソユーズ MS-28 （計画）    | セルゲイ・クド＝スヴェルチコフ、Roscosmos 2 | 搭乗前                       | 搭乗前             | 搭乗前                      | フライトエンジニア              |
| ソユーズ MS-28 （計画）    | セルゲイ・ミカエフ、Roscosmos 1             | 搭乗前                       | 搭乗前             | 搭乗前                      | フライトエンジニア              |
| ソユーズ MS-28 （計画）    | クリストファー・ウィリアムズ、NASA 1        | 搭乗前                       | 搭乗前             | 搭乗前                      | フライトエンジニア              |